# Paul Bulcke
Paul Bulcke (1954, Roeselare) é o atual presidente do Conselho de Administração da Nestlé. Entre 2008 e 2016 foi o diretor presidente (CEO) da companhia.
Biografia no site da Nestlé - https://www.nestle.com/aboutus/management/boardofdirectors/paulbulcke